# GA文庫大賞
GA文庫大賞（じーえーぶんこたいしょう）とはSBクリエイティブ主催の公募新人文学賞である。2008年2月15日より第1回募集開始。前後期制。審査は大賞創設以前からの投稿・持ち込みと同様にGA文庫編集部が行う。

## 概要
賞金・商品は大賞が賞金300万円+コミカライズ確約、優秀賞は賞金100万円、奨励賞は賞金20万円（2024年現在）。前期/後期の応募作品の中から奨励賞・期待賞が選出され、さらに奨励賞の中から大賞やそれ以外の賞が選考される。応募形態は、創設当初から2010年までプリントアウトされた紙媒体（手書き原稿、感熱紙印刷、両面印刷不可）を募集していたが、テキストデータ（拡張子が.txtのファイル）の記録媒体の送付に変わり、2016年からはWeb応募へとって変わった。2018年から大賞受賞者・2019年は大賞に加え金賞受賞者・2020年は大賞・金賞に加えガンガンGA特別賞に限り、副賞としてスクウェア・エニックスのコミックサイト兼アプリであるガンガンONLINE・マンガUP!内の『ガンガンGA』コンテンツにてコミカライズ権を贈呈することが決定した。

## 募集開始前の投稿・持ち込み作品について
2007年11月以降に作品を投稿し審査結果が返送されておらず投稿者が希望する場合は、第1回前期募集開始までに編集部へ「大賞振り替え希望」の旨を電子メールで連絡した場合のみ投稿作品から大賞応募作品に扱いが変更される。

## 入賞作品一覧
斜字は未刊行。また、最終選考中でデビューした作家については本表より割愛している。
| 回数              | 選考結果          | タイトル （刊行時表題） | 著者 （刊行時筆名）                                                       | 出典   |
| ----------------- | ----------------- | --- | ------------------------------------------------------------------------- | ------ |
| 第1回 （2009年）  | 優秀賞            | 夢見るままに待ちいたり （這いよれ！ ニャル子さん） | 逢空万太                                                                  | [ 1 ]  |
| 第1回 （2009年）  | 優秀賞            | ワールドD （Re:SET 想いと願いのカナタ ） | 月島雅也                                                                  | [ 1 ]  |
| 第1回 （2009年）  | 編集部 特別賞     | 子孫繁栄！ 国立栄華学園 （りーち☆えんげーじ！ -子孫繁栄！国立栄華学園中等部-）                                                                                | 海堂崇                                                                    | [ 1 ]  |
| 第1回 （2009年）  | 奨励賞            | オルキヌス （オルキヌス 稲朽深弦の調停生活） | 鳥羽徹                                                                    | [ 1 ]  |
| 第1回 （2009年）  | 奨励賞            | 純愛を探せ！ | 速水秋水                                                                  | [ 1 ]  |
| 第1回 （2009年）  | 奨励賞            | 絆は連環の如く無限 愛は盾の如く無敵 （無限のリンケージ ―デュアルナイト―）                                                                                     | 淡群赤光 （あわむら赤光）                                                 | [ 1 ]  |
| 第1回 （2009年）  | 奨励賞            | 魔法の材料ございます ドーク魔法材店三代目仕入れ苦労譚 | 葵東                                                                      | [ 1 ]  |
| 第1回 （2009年）  | 奨励賞            | 剣客少女 ヴァージン・ソード （ノブレス・オブリージュ 〜茅森楠葉の覚悟〜）                                                                                     | 小松遊木                                                                  | [ 1 ]  |
| 第1回 （2009年）  | 奨励賞            | 月見月理解の探偵殺人 | 明月千里                                                                  | [ 1 ]  |
| 第1回 （2009年）  | 奨励賞            | Elder of Peerless （理の守護神さま。 一．黒使の少女・龍方時雨）                                                                                               | 十目一八                                                                  | [ 1 ]  |
| 第1回 （2009年）  | 奨励賞            | 幽霊なんか見えない （ゆうれいなんか見えない！） | むらさきゆきや                                                            | [ 1 ]  |
| 第2回 （2010年）  | 優秀賞            | イツカカカセオ！ （踊る星降るレネシクル） | 裕時悠示                                                                  | [ 2 ]  |
| 第2回 （2010年）  | 優秀賞            | 善意の魔法 （断罪のイクシード -白き魔女は放課後とともに-） | 弐乃りくと （海空りく）                                                   | [ 2 ]  |
| 第2回 （2010年）  | 奨励賞            | 今日からファミリー （ふぁみまっ！） | 九辺ケンジ                                                                | [ 2 ]  |
| 第2回 （2010年）  | 奨励賞            | かんなぎ家のひとびと （かんなぎ家へようこそ！） | 冬木冬樹                                                                  | [ 2 ]  |
| 第3回 （2011年）  | 優秀賞            | Happy Death Day （Happy Death Day 自殺屋ヨミジと殺人鬼ドリアン）                                                                                              | 望公太                                                                    | [ 3 ]  |
| 第3回 （2011年）  | 奨励賞            | トランスポーターA+ （おとーさんといっしょ！ 少女とメガネとハイペリオン）                                                                                      | 中谷栄太                                                                  | [ 3 ]  |
| 第3回 （2011年）  | 奨励賞            | 妖怪恋戦 （あやかしマニアックス！） | 夏希のたね                                                                | [ 3 ]  |
| 第3回 （2011年）  | 奨励賞            | 彼と人喰いの日常 | HINEKO （火海坂猫）                                                       | [ 3 ]  |
| 第3回 （2011年）  | 奨励賞            | パンピー・ナ・ブラカマン （ブラパン！） | 笠原曠野                                                                  | [ 3 ]  |
| 第3回 （2011年）  | 奨励賞            | フリョーメシア！ （優等生以上、フリョー未満な俺ら。） | 初美陽一                                                                  | [ 3 ]  |
| 第3回 （2011年）  | 奨励賞            | 双子と幼なじみの四人殺し | 森田陽一                                                                  | [ 3 ]  |
| 第3回 （2011年）  | 期待賞            | 赤い髪のエデンと暗闇のルー・ヴァルハラ | すーた                                                                    | [ 3 ]  |
| 第3回 （2011年）  | 期待賞            | アテレコ （声優のたまごが、俺の彼女だったようです。 〜ぱんつの中身は大事です！〜）                                                                            | 花花まろん                                                                | [ 3 ]  |
| 第3回 （2011年）  | 期待賞            | 異郷のおまえら | 九守紳次                                                                  | [ 3 ]  |
| 第3回 （2011年）  | 期待賞            | 恋のなんたるかを教えてやろうじゃないの （俺はまだ恋に落ちていない）                                                                                           | 高木幸一                                                                  | [ 3 ]  |
| 第4回 （2012年）  | 大賞              | ファミリア・ミィス （ダンジョンに出会いを求めるのは間違っているだろうか）                                                                                     | 大森藤ノ                                                                  | [ 4 ]  |
| 第4回 （2012年）  | 優秀賞            | ユーキノカケラ （うちの居候が世界を掌握している！） | 七条剛                                                                    | [ 4 ]  |
| 第4回 （2012年）  | 奨励賞            | 木崎君と呼ばないで （木崎くんと呼ばないで！） | 長物守                                                                    | [ 4 ]  |
| 第4回 （2012年）  | 奨励賞            | 空に欠けた旋律＜メロディ＞ | 葉月双                                                                    | [ 4 ]  |
| 第4回 （2012年）  | 奨励賞            | 男子×男子×男子 （男子高校生のハレルヤ！） | 一之瀬六樹                                                                | [ 4 ]  |
| 第4回 （2012年）  | 奨励賞            | しきもんつかい （しきもんつかいはヒミツの柊さん） | 桂木たづみ                                                                | [ 4 ]  |
| 第4回 （2012年）  | 奨励賞            | あの旗を立てるのは貴方 | 啓都正光                                                                  | [ 4 ]  |
| 第4回 （2012年）  | 期待賞            | B'st | 浅城爪牙                                                                  | [ 4 ]  |
| 第5回 （2013年）  | 優秀賞            | MURDER COMPLEX （ジンクスゲーム） | アダチアタル                                                              | [ 5 ]  |
| 第5回 （2013年）  | 優秀賞            | 安心と信頼の全裸率-18% （装甲少女はお好きですか？ そうです！ フォルムとか最高です！）                                                                         | 夜塚若紫 （有賀一善）                                                     | [ 5 ]  |
| 第5回 （2013年）  | 奨励賞            | ご飯食べたい （ごはん食べたい！ ―なんでもしますから？―） | 天乃聖樹                                                                  | [ 5 ]  |
| 第5回 （2013年）  | 奨励賞            | 放課後プルーフリーダー （神託学園の超越者） | 秋堂カオル                                                                | [ 5 ]  |
| 第5回 （2013年）  | 奨励賞            | ボッチの帝王学 ―経営学を極めた俺様が女ばかりの異世界では家畜扱いなんですけど!?― （マネー&ウィズダム ―美少女商会の異邦人―）                                    | 稲波翔                                                                    | [ 5 ]  |
| 第5回 （2013年）  | 奨励賞            | 魔王と姫と卑猥図書 （魔王と姫と叡智の書） | おつかい （霜野おつかい）                                                 | [ 5 ]  |
| 第5回 （2013年）  | 奨励賞            | 聖人君子のラブコメディ | 数原文                                                                    | [ 5 ]  |
| 第6回 （2014年）  | 優秀賞            | 剣銃士と最強の補助系魔法使い （ガンソード.EXE -異能の騎士と忘却の少女-）                                                                                      | 北川まんた                                                                | [ 6 ]  |
| 第6回 （2014年）  | 優秀賞            | 少年給魔師と恋する獣（乙女） （少年給魔師と恋する乙女） | スタジオぽこたん （御子神零）                                             | [ 6 ]  |
| 第6回 （2014年）  | 優秀賞            | 魔王少女フィジカルぱとらRaiseDead！！ （路地裏バトルプリンセス）                                                                                              | 龍田 （空上タツタ）                                                       | [ 6 ]  |
| 第6回 （2014年）  | 優秀賞            | スカイ・ララバイ・ツルギノマイ （神楽剣舞のエアリアル） | 千羽十訊                                                                  | [ 6 ]  |
| 第6回 （2014年）  | 奨励賞            | ラーメン道テイク2 （異世界ラ皇の探求者 精霊王女はツルツルです！）                                                                                             | 西表洋                                                                    | [ 6 ]  |
| 第6回 （2014年）  | 奨励賞            | 勇者学校で魔王がスパイ? （魔王子グレイの勇者生活 ） | 広岡威吹                                                                  | [ 6 ]  |
| 第6回 （2014年）  | 奨励賞            | クロスワールド・スクランブル | 雪川轍                                                                    | [ 6 ]  |
| 第6回 （2014年）  | 奨励賞            | Time Travel to Smile （未来／珈琲 彼女の恋。） | わいのじ （千歳綾）                                                       | [ 6 ]  |
| 第7回 （2015年）  | 優秀賞            | エンブレメンタルナイツ・ロマンス （イレギュラーズ・リベリオン ）                                                                                              | 尾地零 （尾地雫）                                                         | [ 7 ]  |
| 第7回 （2015年）  | 優秀賞            | ご乗車の転生者さまにお知らせいたします （百億の金貨と転生者）                                                                                                 | 七草しえる （美高ヒロ）                                                   | [ 7 ]  |
| 第7回 （2015年）  | 優秀賞            | サ法使いの師匠ちゃん | 春原煙                                                                    | [ 7 ]  |
| 第7回 （2015年）  | 奨励賞            | あやかし露天商 ティキタカ | 井上樹                                                                    | [ 7 ]  |
| 第7回 （2015年）  | 奨励賞            | こちら側の魔法使い （0.2ルクスの魔法の下で） | 嶋志摩                                                                    | [ 7 ]  |
| 第7回 （2015年）  | 奨励賞            | 錠紋抜器ノ秘鍵使イ （一刀両断のアンバー・キス ） | 三萩せんや                                                                | [ 7 ]  |
| 第7回 （2015年）  | 奨励賞            | 姉妹と幼馴染の下着事情。 （姉（）と妹（）の下着事情。） | 柚本悠斗                                                                  | [ 7 ]  |
| 第8回 （2016年）  | 優秀賞            | そのオーク、前世（）ヤクザにて | 機村械人                                                                  | [ 8 ]  |
| 第8回 （2016年）  | 優秀賞            | 例えばラストダンジョン前の村の少年が都会にあこがれ序盤の街で暮らすような物語 （たとえばラストダンジョン前の村の少年が序盤の街で暮らすような物語）             | サトウとシオ                                                              | [ 8 ]  |
| 第8回 （2016年）  | 優秀賞            | ギャンブル・ウィッチ・キングダム | 菱川三覚 （菱川さかく）                                                   | [ 8 ]  |
| 第8回 （2016年）  | 奨励賞            | 黄昏し神々 （月とうさぎのフォークロア。） | 徒埜けんしん                                                              | [ 8 ]  |
| 第8回 （2016年）  | 奨励賞            | Bright Blood （暴血覚醒《ブライト・ブラッド》） | 中村ヒロ                                                                  | [ 8 ]  |
| 第8回 （2016年）  | 奨励賞            | こちら、厚生省エンタメ汚染症対策推進室 （フィクション・ブレイカーズ）                                                                                         | 西島ふみかる                                                              | [ 8 ]  |
| 第8回 （2016年）  | 奨励賞            | デボネア・リアル・エステート | 山貝エビス                                                                | [ 8 ]  |
| 第9回 （2017年）  | 優秀賞            | 犬が星をみる話 （キングメイカー！ ―戦野の隅の大英雄―） | 串木野たんぼ                                                              | [ 9 ]  |
| 第9回 （2017年）  | 優秀賞            | Goodbye to Fate —グッバイ トゥ フェイト— （魔人の少女を救うもの Goodbye to Fate）                                                                             | 中野 （西乃リョウ）                                                       | [ 9 ]  |
| 第9回 （2017年）  | 優秀賞            | ダブルワールド・OX （デーモンロード・ニュービー） | 山和平                                                                    | [ 9 ]  |
| 第9回 （2017年）  | 奨励賞            | 魔法使いにはさせませんよ！ | 朝日乃ケイ                                                                | [ 9 ]  |
| 第9回 （2017年）  | 奨励賞            | 君と夏と、約束と。 | 【世界一】とにかく可愛い超巨乳美少女JK郷家愛花24歳【可愛い】 （麻中郷矢） | [ 9 ]  |
| 第9回 （2017年）  | 奨励賞            | 勇者保険のご加入はブレイヴカンパニーへ！ | 冬空こうじ                                                                | [ 9 ]  |
| 第10回 （2018年） | 優秀賞            | 世界はキミを中心に回っている （スクランブル・イレギュラー 悪魔使いと6つの異常）                                                                               | 只木ミロ                                                                  | [ 10 ] |
| 第10回 （2018年） | 優秀賞            | 最果ての魔法使い | みならいセロリ （岩柄イズカ）                                             | [ 10 ] |
| 第10回 （2018年） | 奨励賞            | 魔王バトルロイヤル 魔力ゼロでも最強魔王になれますか? | 之雪                                                                      | [ 10 ] |
| 第10回 （2018年） | 奨励賞            | お伽噺は、独りだけでは紡げない （剣と魔法と幻想典） | 坂井水城                                                                  | [ 10 ] |
| 第10回 （2018年） | 奨励賞            | 異世界レースは怪物（）に乗って （bella peregrina. カワイイ天狼（）の育てかた。）                                                                              | 山下泰昌                                                                  | [ 10 ] |
| 第11回 （2018年） | 大賞              | 処刑少女の生きる道（） （処刑少女の生きる道（） ―そして、彼女は甦る―）                                                                                        | 佐藤真登                                                                  | [ 11 ] |
| 第11回 （2018年） | 優秀賞            | ひきこまり吸血姫の悶々 | 小林湖底                                                                  | [ 11 ] |
| 第11回 （2018年） | 奨励賞            | ロード・オブ・キャッスル （城なし城主の英雄譚 彼女のファイアボールが当たらない！）                                                                            | 阿樹翔                                                                    | [ 11 ] |
| 第11回 （2018年） | 奨励賞            | 帝国の勇者 （帝国の勇者 世界より少女を守りたい、と"まがいもの"は叫んだ）                                                                                      | 有沢有 （有澤有）                                                         | [ 11 ] |
| 第11回 （2018年） | 奨励賞            | 雲蒸竜変 黙シテ語ラズ （小泉花音は自重しない 美少女助手の甘デレ事情と現代異能事件録）                                                                         | 高町京                                                                    | [ 11 ] |
| 第11回 （2018年） | 奨励賞            | 竜と祭礼 —魔法杖職人の見地から— | 筑紫一明                                                                  | [ 11 ] |
| 第11回 （2018年） | 奨励賞            | 【夕立朱人】 タナトスキッズ 【売名中】 （【配信中】女神チャンネル！ え、これ売名ですの！？）                                                                  | 徳山銀次郎                                                                | [ 11 ] |
| 第12回 （2019年） | 金賞              | 忘れえぬ魔女の物語 | 宇佐楢春                                                                  | [ 12 ] |
| 第12回 （2019年） | 金賞              | 貴サークルは"救世主"に配置されました | 小田一文                                                                  | [ 12 ] |
| 第12回 （2019年） | 銀賞              | その商人の弟子、剣につき | 蒼機純                                                                    | [ 12 ] |
| 第12回 （2019年） | 銀賞              | ヴィーヴル （竜歌の巫女と二度目の誓い） | アマサカナタ                                                              | [ 12 ] |
| 第12回 （2019年） | 銀賞              | カンスト村のご隠居デーモンさん 〜すべてが終わったあとのスローライフ譚〜 （カンスト村のご隠居デーモンさん 〜辺境の大鍛冶師〜）                                 | 西山暁之亮                                                                | [ 12 ] |
| 第12回 （2019年） | 銀賞              | 俺とコイツの推しはサイコーにカワイイ！ （俺とコイツの推しはサイコーにカワイイ）                                                                               | りんごかげき                                                              | [ 12 ] |
| 第13回 （2020年） | 金賞              | かげひなたになる （ただ制服を着てるだけ） | 神田暁一郎                                                                | [ 14 ] |
| 第13回 （2020年） | 金賞              | ダンジョン・ウォーカー 〜とある救助屋の冒険日誌。または、剣も魔法もチート能力もないタイプのダンジョン攻略譚〜 （奇世界トラバース 〜救助屋ユーリの迷界手帳〜） | 紺野千昭                                                                  | [ 14 ] |
| 第13回 （2020年） | 銀賞              | XX44-コロウの空戦日記- （コロウの空戦日記） | 幼心 （山藤豪太）                                                         | [ 14 ] |
| 第13回 （2020年） | 銀賞              | ブービージョッキー!! | 有丈ほえる                                                                | [ 14 ] |
| 第13回 （2020年） | 銀賞              | 恋食らいのシュガースパイス （恋を思い出にする方法を、私に教えてよ）                                                                                           | 冬坂右折                                                                  | [ 14 ] |
| 第13回 （2020年） | ガンガンGA 特別賞 | ぼっちの俺は終わった高校生活を変えられない （どうか俺を放っておいてくれ なぜかぼっちの終わった高校生活を彼女が変えようとしてくる）                            | 相崎壁際                                                                  | [ 14 ] |
| 第14回 （2021年） | 金賞              | あおとさくら | 伊尾微                                                                    | [ 15 ] |
| 第14回 （2021年） | 金賞              | 陽キャになったのに陰キャにばかりモテる俺 （陽キャになった俺の青春至上主義）                                                                                   | 持崎湯葉                                                                  | [ 15 ] |
| 第14回 （2021年） | 銀賞              | 天地創造の竜撃魔法 （双翼無双の飛竜騎士（） | ジャジャ丸                                                                | [ 15 ] |
| 第14回 （2021年） | 銀賞              | 婚約破棄された没落貴族、重婚チートを封じて純愛に生きる （新婚貴族、純愛で最強です）                                                                           | あずみ朔也                                                                | [ 15 ] |
| 第14回 （2021年） | 銀賞              | 狩人乙女に優しいギャル （ヴァンパイアハンターに優しいギャル）                                                                                                 | 倉田和算                                                                  | [ 15 ] |
| 第15回 （2022年） | 大賞              | 東京夜花 （透明な夜に駆ける君と、目に見えない恋をした。） | 志馬なにがし                                                              | [ 16 ] |
| 第15回 （2022年） | 銀賞              | ドラゴンズロアの魔法使い （ドラゴンズロアの魔法使い〜竜に育てられた女の子〜）                                                                                 | 鏑木ハルカ                                                                | [ 16 ] |
| 第15回 （2022年） | 銀賞              | 君と最後のキスをする （不死探偵・冷堂紅葉 01.君とのキスは密室で）                                                                                             | 零雫                                                                      | [ 16 ] |
| 第15回 （2022年） | 銀賞              | ビューティフルワールド （嘘つきリップは恋で崩れる） | 織島かのこ                                                                | [ 16 ] |
| 第15回 （2022年） | 銀賞              | 路地裏のシアンエラン （異端な彼らの機密教室1 一流ボディガードの左遷先は問題児が集う学園でした）                                                               | 泰山北斗                                                                  | [ 16 ] |
| 第16回 （2023年） | 金賞              | イマリさんは旅上戸 | 拾宇勇気 （結城弘）                                                       | [ 17 ] |
| 第16回 （2023年） | 審査員 特別賞     | イマリさんは旅上戸 | 拾宇勇気 （結城弘）                                                       | [ 17 ] |
| 第16回 （2023年） | 金賞              | 一週間後、あなたを殺します | 幼田ヒロ                                                                  | [ 17 ] |
| 第16回 （2023年） | 金賞              | 文学少女に囁く愛は三十一文字だけあればいい （恋する少女にささやく愛は、みそひともじだけあればいい）                                                           | 畑野ライ麦                                                                | [ 17 ] |
| 第16回 （2023年） | 銀賞              | 贖罪のマンティコア （魔女の断罪、魔獣の贖罪） | 境井結綺                                                                  | [ 17 ] |
| 第16回 （2023年） | 銀賞              | 四天王最弱の自立計画 （四天王最弱の自立計画 四天王最弱と呼ばれる俺、実は最強なので残りのダメ四天王に頼られてます）                                            | 西湖南 （西湖三七三）                                                     | [ 17 ] |
| 第16回 （2023年） | 銀賞              | 空の上、宙の下 （プロジェクト・ニル 灰に呑まれた世界の終わり、或いは少女を救う物語）                                                                          | 畑リンタロウ                                                              | [ 17 ] |